# Ord River (Murchison River)
Der Ord River oder Tierabb Creek ist ein Fluss im Westen des australischen Bundesstaates Western Australia.

## Geografie
Es handelt sich dabei um einem Wiesenfluss, der etwa 50 Kilometer westlich von Meekatharra und wenige Kilometer nördlich des Muggabullin Swamp entspringt. Er nimmt den Yalgar River auf, mit dem er dann gemeinsam durch eine Flussaue mit mehreren Kanälen südlich von Moorarie in den Murchison River fließt.

### Nebenflüsse mit Mündungshöhen
Nebenflüsse des Ord River sind:
- Yalgar River – 394 m